# John Ambler
John Kenneth Ambler (Sussex, 6 de junho de 1924 -  Oxfordshire, 31 de maio de 2008) foi um empresário britânico, filho do Capitão Charles Ambler (1896-1954) e de Louise Cullen (1895-1980).

## Vida pessoal
John Ambler casou-se com a Princesa Margarida da Suécia em 30 de junho de 1964.  O casal teve três filhos:
- Sibylla Louise Ambler (nascida em 14 de abril de 1965), casada com o barão Henning von Dincklage (nascido em 29 de abril de 1971). Tiveram dois filhos:
  - Baronesa Madeleine Charlotte Margaretha von Dincklage (nascida em 1999), afilhada de Vitória, Princesa Herdeira da Suécia, tendo sido dama de honra em seu casamento.
  - Barão Sebastian Eric Henning von Dincklage (nascido em 2000).
- Charles Edward Ambler (nascido em 14 de julho de 1966), casado com Helen Jane Ross (nascida em 3 de março de 1969). Tiveram duas filhas:
  - Sienna Rose Ambler (nascida em 2000).
  - India Tani Ambler (nascida em 2003).
- James Patrick Ambler (nascido em 10 de junho de 1969), casado com Ursula Mary Shipley (nascida em 9 de julho de 1965). Tiveram dois filhos:
  - Lily Elektra Ambler (nascida em 2003).
  - Oscar Rufus Ambler (nascido em 2004).

Após o casamento em 1964 e juntamente com a mãe da princesa, Princesa Sibilla de Saxe-Coburgo-Gota, foram para Solliden.

O casal separou-se em 1996, embora nunca tenham se divorciado formalmente.  Ambler passou os seus últimos dez anos de vida em um lar de idosos localizado em Oxfordshire, condado no sudeste da Inglaterra.

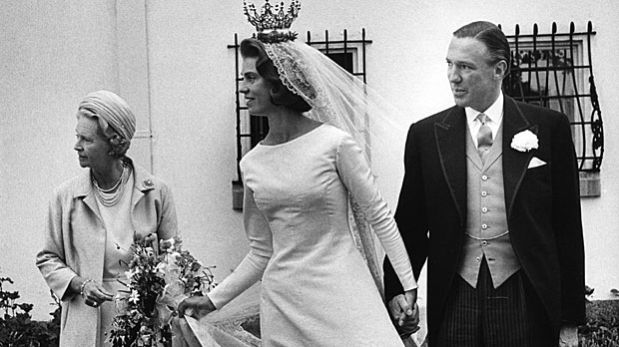
Princesa Margaretha e John Ambler com sua mãe, a Princesa Sibila, foram para Solliden, após o casamento em 1964.